# Taio Cruz
Jacob Taio Cruz, més conegut pel nom artístic de Taio Cruz, (Londres, 23 d'abril de 1985) és un cantant, raper i productor musical anglès, guanyador d'un Brit Award i nominat a un MOBO com a millor cantant i autor.
El 2008 publicà la seva primera incursió discogràfica amb el nom de “Departure” que va ser feta i produïda per ell mateix. L'octubre de 2009 va llençar el seu segon disc anomenat Rockstarr, que el duria més endavant al seu èxit “Break Your Heart”, a una de les posicions més altes de les llistes musicals. El seu videoclip amb Swam, ha fet d'ell el vertader rei del dance als Estats Units. El marge d'aquestes produccions, ha col·laborat amb diversos artistes com McFly, Cheryl Cole, Sugababes i Bandy.

## Trajectòria
El seu pare i la seva mare d'origen brasiler, és el fundador de C.E.O. Of Rokstarr Music London. L'any 2006, va tenir lloc el seu debut amb el seu single “I Just Wanna Know”. També, el 2006 va entrar dins una espècie de societat juntament amb UMusic Comapanie, Republic Record i Island Records.
El seu èxit “Break Your Heart”, juntament amb Ludacris, va aconseguir la posició més alta de les llistes de descàrregues d'iTunes en els Estats Units.

## Àlbum Departure (2008-2009)
El seu àlbum Departure va ser llançat al Regne Unit el 18 de març de 2008. L'àlbum va ser produït i escrit per ell mateix, després del seu èxit amb els seus singles, va tenir reunions laborals amb Simon Cowell que va apreciar que ell escrivís i produís a cantants com Alexandra Burke, Leona Lewis i Shayne Ward. Encara el 2008 va viatjar a Filadèlfia (Estats Units) per treballar conjuntament amb el productor Jim Beanz per la nova música per Brandy, Britney Spears i Justin Timberlake.

## Àlbum Rockstarr (2009-2010)
L'octubre de 2009, Taio Cruz llençaria el seu segon àlbum anomenat Rockstarr juntament amb el seu primer hit “Break Yout Heart” que es va convertir amb un dels seus grans èxits, també en aquest disc hi col·laboren artistes com Kesha i Tinchy Strider, amb Dirty Picture i Take Me Back, respectivament. El seu single “Break Your Heart” va estar al capdavant dels singles més demandats a UK durant 3 setmanes consecutives. “Break Your Heart” va aconseguir el número 1 en els Billiboard Hot 100, durant la setmana del 20 de març de 2010. I el 4 de setembre de 2010 va aconseguir el número 1 de la llista espanyola de Los 40 Principales.
També el seu hit “Dynamite” va aconseguir una gran acceptació i va consolidar la seva trajectòria.

## Llista de cançons
- I'll Never Love Again
- I Just Wanna Know
- I Can Be
- I Don't Wanna Fall in Love Again
- So Cold
- Fly Me Away
- Driving Me Crazy
- Moving On
- Come On Girl (feat. Luciana)
- Never Gonna Get Us
- She's Like A Star
- Break Your Heart
- Dirty Picture (feat. Ke$ha)
- Can't Say Go
- Dynamite
- Higher (feat. Kylie Minogue)
- Telling The World
- Falling In Love
- Little Bad Girl (feat. David Guetta)
- Hangover (feat. Flo Rida)
- Troublemaker
- There She Goes (feat. Pitbull)
- World In Our Hands
- Fast Car

## Ulleres de sol Rokstarr
Després de treure el seu segon àlbum, va llençar una línia d'ulleres de sol, que ell mateix havia anat promocionant en els seus videoclips “No Other One” i “Break Your Heart” que es venen a través de la seva pagina web.